# Chromisty

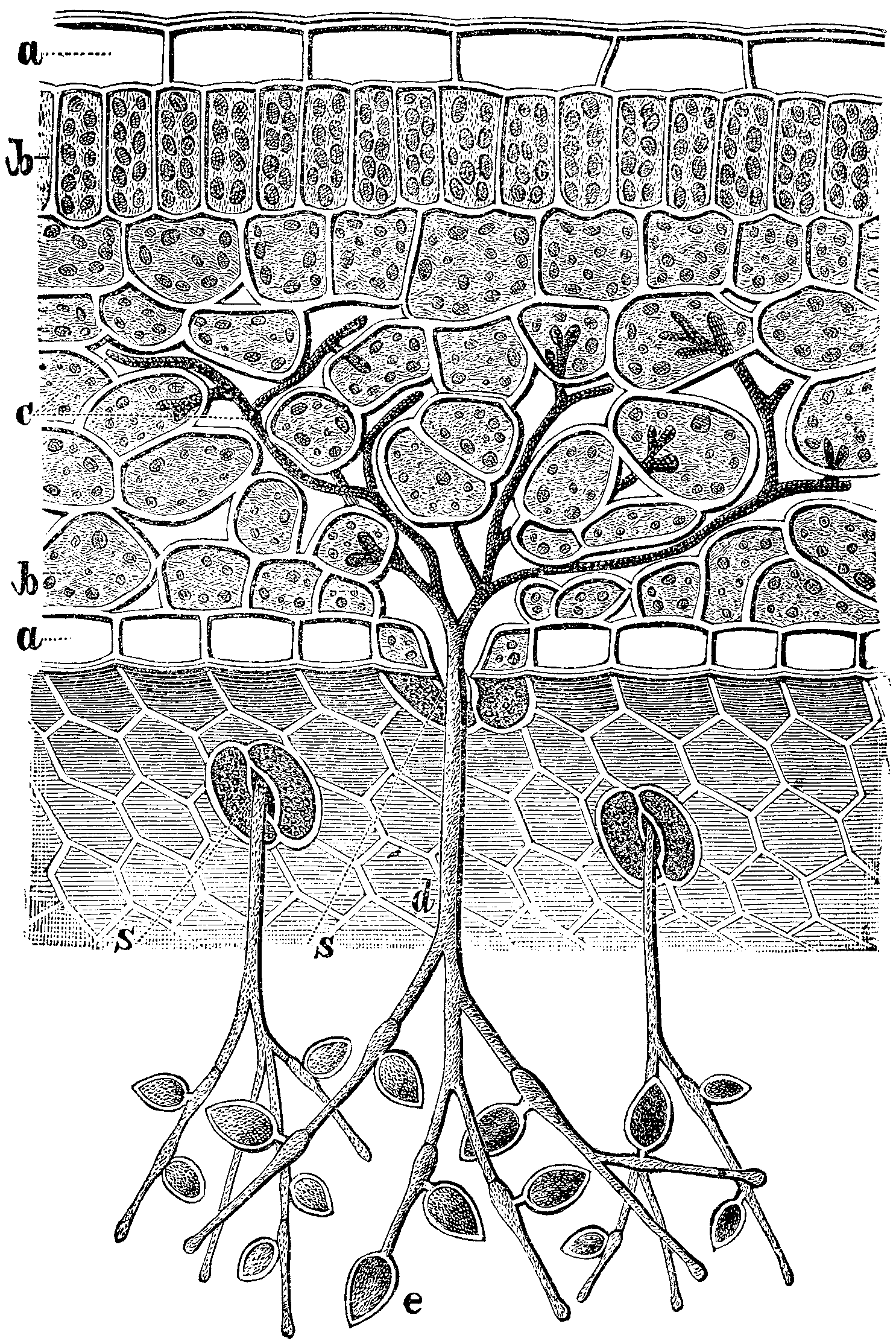
Phytophthora infestans rozwijająca się w tkankach rośliny

Chromisty (Chromista), grzybopływki, chromista – grupa eukariotycznych organizmów w większości o prostej, zwykle jednokomórkowej budowie, choć występują wśród nich również organizmy tkankowe. Chromisty w większości przypadków odżywiają się na drodze fotosyntezy. Posiadają chloroplasty z chlorofilem c i z własnym retikulum endoplazmatycznym, otoczone trzema błonami plazmatycznymi, wici różnej długości. Nie składują energii w formie skrobi. Chromisty mają duże znaczenie w ekosystemach, zwłaszcza wodnych, gdzie wchodzą w skład fitoplanktonu i fitobentosu, oraz w gospodarce. Są wśród nich patogeny roślin, np. powodujący zarazę ziemniaka (Phytophthora infestans). Kopalne chromisty utworzyły złoża krzemionki i węglanu wapnia.
Większość chromistów to glony (Algae): brunatnice (Phaeophyta), okrzemki (Bacillariophyta), złotowiciowce (Chrysophyceae), różnowiciowce (Xanthophyceae), kryptomonady (Cryptophyta), haptofity (Haptophyta) i bruzdnice (Dinoflagellata), poza tym protisty grzybopodobne: lęgniowce (Oomycota), labiryntulorośla (Labyrinthulomycota), przodowiciowe (Hyphochytriomycota).
Takson Chromista został zaproponowany przez Thomasa Cavaliera-Smitha w 1981 roku w randze królestwa, w celu połączenia kilku linii ewolucyjnych mikroorganizmów wyłonionych z glonów, prostych grzybów i pierwotniaków odżywiających się na drodze fotosyntezy. W pierwotnej wersji kryterium przyporządkowania do chromistów były dwie cechy: obecność chloroplastów otoczonych dodatkowymi błonami wewnątrz retikulum endoplazmatycznego zawierających chlorofil c oraz obecność dwu- lub trzyczęściowych włosowatych struktur na wiciach. Ponieważ jedna z tych cech mogła zaniknąć w niektórych liniach ewolucyjnych, wystarczyło spełnienie jednego kryterium. Wówczas dotyczyło to trzech głównych grup: stramenopili (Heterokonta), haptofitów i kryptomonad. Jest to takson parafiletyczny. W różnych systemach szczegółowy zakres taksonu Chromista nieco się różni. W układzie sześciu supergrup chromisty są łączone z alweolatami w supergrupę Chromalveolata. W tym systemie ich zakres jest zbliżony do grupy stramenopili, która z kolei nie obejmuje haptofitów i kryptomonad. W systemie zaproponowanym przez Cavaliera-Smitha w roku 2004 królestwo Chromista dzieli się na podkrólestwa Cryptista (odpowiadający kryptomonadom) oraz Chromobiota, to ostatnie zaś dzieli się na grupy Heterokonta (bliską zakresem grupie stramenopili) i Haptista (odpowiadającą haptofitom). W systemie tym też niepewna jest pozycja niektórych słonecznic. Z czasem okazało się, że utrzymywanie kryterium fotosyntetycznego prowadzi do rozdzielania do odrębnych królestw (Protista i Chromista) grup spokrewnionych i prowadzi do poważnej niespójności z systemami uwzględniającymi pokrewieństwo chromalweolatów. W tej sytuacji Cavalier-Smith zmienił swoje podejście i zasugerował przeniesienie alweolatów z królestwa Protista do Chromista, do którego również włączył bruzdnice spełniające kryterium chlorofilu c, ale o odmiennej strukturze wici oraz ameby z supergrupy Rhizaria. W ten sposób grupy Chromista i Chromalveolata stały się niemal tożsame.

## Systematyka
Według niedokończonej i aktualizowanej klasyfikacji Index Fungorum bazującej na Dictionary of the Fungi chromisty mają rangę królestwa i należą do nich:
- typ Bigyra Caval.-Sm. 1998
- typ Cercozoa Caval.-Sm. 1998
- typ Fossil Oomycota
- typ Myzozoa
- typ Ochrophyta
- typ Oomycota Arx 1967
- Incertae sedis.

W systemie AlgaeBase katalogującym glony chromisty również są uważane za królestwo i dzielą się na następujące typy:
- typ Bacillariophyta
- typ Bigyra
- typ Cercozoa
- typ Ciliophora (w podkrólestwie Harosa)
- typ Cryptophyta
- typ Foraminiferida
- typ Haptophyta (w podkrólestwie Hacrobia)
- typ Katablepharidophyta
- typ Miozoa
- typ Ochrophyta
- typ Telonemia
- rodzaje incertae sedis (Cenchridium, Chromera, Stichochrysis, Sulcochrysis)